# Patzicía
Patzicía – miasto w południowej Gwatemali,  w departamencie Chimaltenango, leżące w odległości 16 km na zachód od stolicy departamentu. Miasto jest siedzibą władz gminy o tej samej nazwie, która w 2012 roku liczyła 33 188 mieszkańców. Powierzchnia gminy obejmuje tylko 44 km², leżące w centralnej części Sierra Madre de Chiapas.